# Liste der Baudenkmäler in Fuchstal

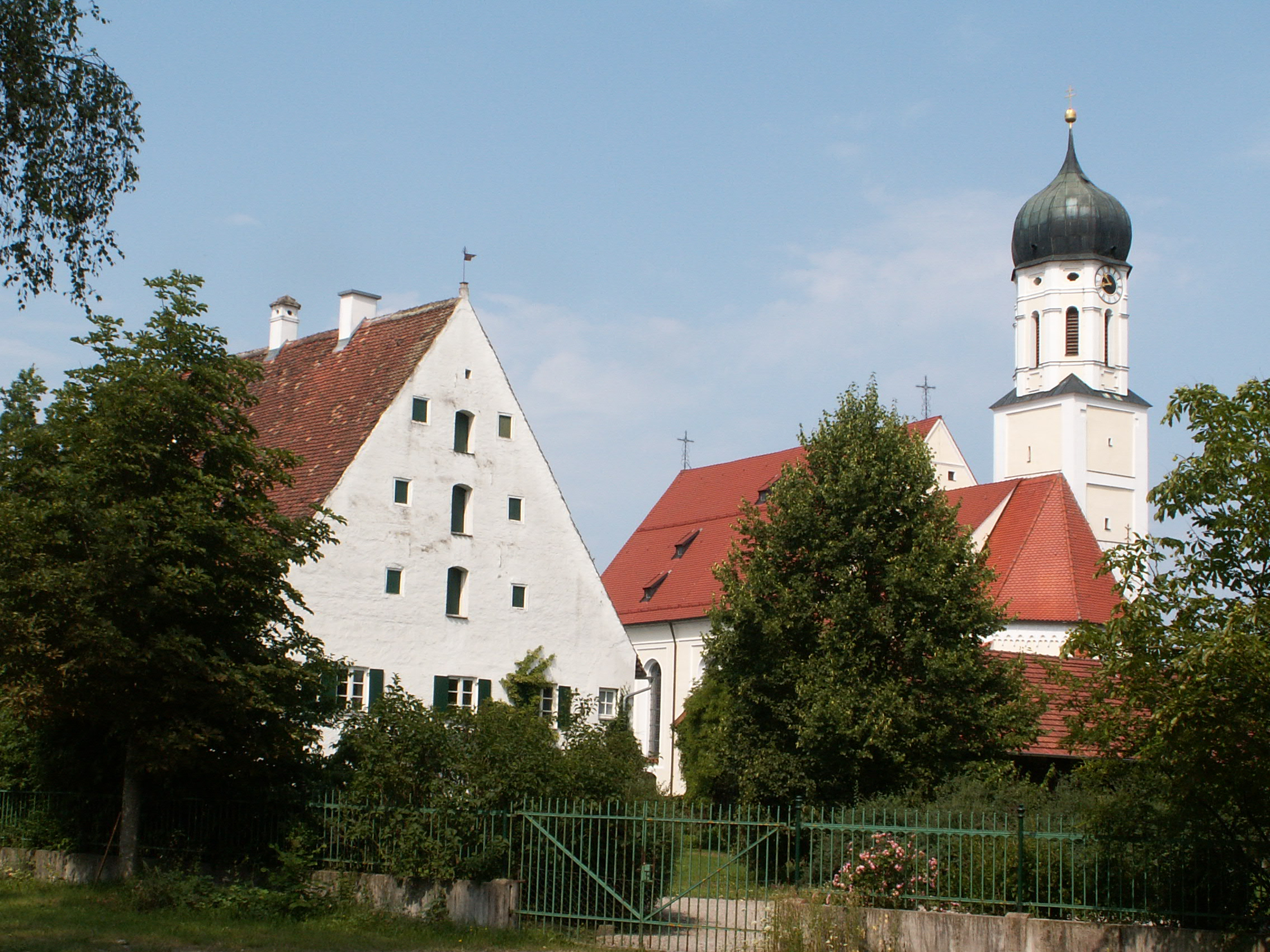
Das ehemalige Amtshaus und die Kirche in Asch

Auf dieser Seite sind die Baudenkmäler in der oberbayerischen Gemeinde Fuchstal zusammengestellt. Diese Tabelle ist eine Teilliste der Liste der Baudenkmäler in Bayern. Grundlage ist die Bayerische Denkmalliste, die auf Basis des Bayerischen Denkmalschutzgesetzes vom 1. Oktober 1973 erstmals erstellt wurde und seither durch das Bayerische Landesamt für Denkmalpflege geführt wird. Die folgenden Angaben ersetzen nicht die rechtsverbindliche Auskunft der Denkmalschutzbehörde.

## Baudenkmäler nach Ortsteilen

### Asch
| Lage                               | Objekt                                     | Beschreibung | Akten-Nr.              | Bild                       |
| ---------------------------------- | ------------------------------------------ | --- | ---------------------- | -------------------------- |
| Ascher Bahnhofstraße 5 (Standort)  | Ehemaliges Kleinbauernhaus                 | Flachsatteldachbau mit Stüberlvorbau, erneuert 1810 | D-1-81-121-19 Wikidata | Ehemaliges Kleinbauernhaus |
| Ascher Bahnhofstraße 6 (Standort)  | Ehemaliger Mittertennbau                   | Putzbau mit einseitig herabgezogenem Flachsatteldach, 18. Jahrhundert und 1. Hälfte 19. Jahrhundert | D-1-81-121-20 Wikidata | Ehemaliger Mittertennbau   |
| Ascher Bahnhofstraße 8 (Standort)  | Ehemaliges Bauernhaus                      | verputzter Ständerbau mit Flachsatteldach und verschaltem Giebel, 2. Hälfte 17. Jahrhundert | D-1-81-121-21 Wikidata | Ehemaliges Bauernhaus      |
| Ascher Bahnhofstraße 11 (Standort) | Salettl des Gasthauses Befreiungshalle     | Holzständerbau mit Holzverbretterung, -vergitterung und Satteldach, wohl noch 19. Jahrhundert | D-1-81-121-22 Wikidata | BW                         |
| Die Reserve; Eichholz (Standort)   | Grenzstein                                 | gerundeter kleiner Sandsteinquader bezeichnet G.A., wohl Läuferstein von 1785; 2 km östlich von Asch, südlich vom Eichholz und 100 m nördlich der Straße nach Lechmühlen auf der Gemarkungsgrenze | D-1-81-121-40 Wikidata | Grenzstein                 |
| Dorfstraße (Standort)              | Floriansbrunnen                            | Sandsteinfigur, Hl. Florian, 1863 | D-1-81-121-23 Wikidata | weitere Bilder             |
| Dorfstraße 47 (Standort)           | Mittertennbau                              | Flachsatteldachhaus mit Bundwerkkniestock, Kernbau Anfang 17. Jahrhundert und Ende 18. Jahrhundert | D-1-81-121-24 Wikidata | Mittertennbau              |
| Dorfstraße 59 (Standort)           | Ehemaliges Kleinbauernhaus                 | Flachsatteldachbau mit Hakenschopf und verputztem Kniestock, Kern 2. Hälfte 18. Jahrhundert | D-1-81-121-26 Wikidata | Ehemaliges Kleinbauernhaus |
| Dorfstraße 61 (Standort)           | Ehemaliges Bauernhaus                      | Mittertennbau mit Flachsatteldach, im Kern 2. Hälfte 17. Jahrhundert und 1. Hälfte 19. Jahrhundert | D-1-81-121-27 Wikidata | weitere Bilder             |
| Dorfstraße 73 (Standort)           | Ehemaliges Kleinbauernhaus                 | Mittertennbau mit Flachsatteldach, im Kern Mitte 18. Jahrhundert und Mitte 19. Jahrhundert | D-1-81-121-28 Wikidata | weitere Bilder             |
| Eschenweg 2 (Standort)             | Ehemaliges Bauernhaus                      | Mitterstallbau mit Hakenschopf und Flachsatteldach, im Kern Mitte 18. Jahrhundert | D-1-81-121-29 Wikidata | weitere Bilder             |
| Kirchenweg 4 (Standort)            | Katholische Pfarrkirche St. Johann Baptist | Saalbau mit eingezogenem Chor und Chorflankenturm, Chor und Turmunterbau 1428, Langhaus von Joseph Schmuzer 1720; mit Ausstattung; Friedhofsmauer, Ostzug und Teil des Nordzuges mit Pforte zwischen Pfeilern, verputztes Ziegelmauerwerk, 18. bis Mitte 19. Jahrhundert | D-1-81-121-17 Wikidata | weitere Bilder             |
| Lechsbergstraße 4 (Standort)       | Ehemaliges Kleinbauernhaus                 | Mittertennbau mit Flachsatteldach, im Kern Mitte 18. Jahrhundert und Mitte 19. Jahrhundert | D-1-81-121-30 Wikidata | weitere Bilder             |
| Leonhardstraße 15 (Standort)       | Kapelle St. Leonhard                       | Einschiffiger Satteldachbau mit eingezogenem Chor, Putzbandgliederung und Dachreiter, im Kern um 1520, Barockisierung Ende 17. Jahrhundert; mit Ausstattung | D-1-81-121-18 Wikidata | weitere Bilder             |
| Molkereiweg 9 (Standort)           | Ehemaliges Kleinbauernhaus                 | zweigeschossiger verputzter Ständerbau mit Flachsatteldach und verschaltem Giebel, im Kern 1. Hälfte 18. Jahrhundert, Umbau des Stalls als Wohnraum und Garage, 1972 | D-1-81-121-31 Wikidata | Ehemaliges Kleinbauernhaus |
| Römerkesselstraße 5 (Standort)     | Ehemaliges Amtshaus                        | stattlicher einseitig abgewalmter Steilsatteldachbau, 1535; Drei Grabsteine, 17./18. Jahrhundert, nördlich am Haus; Wappenstein, Sandstein mit Allianzwappen des Wernher Völkher von Freiberg zu Eisenberg, bezeichnet 1535 (Bauinschrift des Amtshauses), vor die südliche Hauswand gestellt; Wappenstein, Sandstein mit Allianzwappen Freiberg/Stotzingen, bezeichnet 1594, südöstlich des Hauses; Wappenstein, Sandstein mit Wappen von Bodmann und hl. Stephanus, bezeichnet 1686, südöstlich des Hauses; Wappenstein, Rotmarmor mit Wappen, bezeichnet D. V. S. E. G. F. V. O. H. W., 18. Jahrhundert, ins Hausinnere verbracht; Ehemaliger Grenzstein, Weißmarmorstele mit Wappen, bezeichnet H. A. (Hochstift Augsburg) 1785 und PF. B. (Pfalz-Bayern) 1785, östlich des Hauses | D-1-81-121-35 Wikidata | weitere Bilder             |
| Römerkesselstraße 5 (Standort)     | Rest der Einfriedung                       | Ostmauer der abgegangenen Schlossanlage, wohl 17. Jahrhundert; entlang des Schlossweges | D-1-81-121-39 Wikidata | weitere Bilder             |
| Römerkesselstraße 16 (Standort)    | Ölberggruppe in Kapellenneubau             | barocke gefasste Holzfiguren, 18. Jahrhundert | D-1-81-121-67 Wikidata | weitere Bilder             |

### Hohenwart
| Lage                   | Objekt   | Beschreibung | Akten-Nr.              | Bild     |
| ---------------------- | -------- | --- | ---------------------- | -------- |
| Hohenwart 1 (Standort) | Gasthaus | stattlicher Steilsatteldachbau, 1842; Ehemaliges Bräuhaus, kleiner eingeschossiger Steilsatteldachbau, im Kern 18. und 1. Hälfte 19. Jahrhundert | D-1-81-121-41 Wikidata | Gasthaus |

### Lechmühlen
| Lage                    | Objekt              | Beschreibung | Akten-Nr.              | Bild           |
| ----------------------- | ------------------- | --- | ---------------------- | -------------- |
| Lechmühlen 2 (Standort) | Ehemalige Schmiede  | Flachsatteldachbau mit geschnitzter zweiflügeliger Haustür, nordseitigem Bundwerk-Kniestock und Fassadenmalerei im Giebel, bezeichnet 1759 | D-1-81-121-42 Wikidata | weitere Bilder |
| Lechmühlen 7 (Standort) | Katholische Kapelle | einschiffiger Satteldachbau mit Apsis und Dachreiter, um Mitte 18. Jahrhundert; mit Ausstattung                                            | D-1-81-121-43 Wikidata | weitere Bilder |
| Lechmühlen 8 (Standort) | Ehemalige Mühle     | zweigeschossiger Halbwalmdachbau mit Fresko auf der Nordseite, im Kern 1734, 1. Hälfte 19. Jahrhundert                                     | D-1-81-121-44 Wikidata | weitere Bilder |

### Lechsberg
| Lage                   | Objekt  | Beschreibung                                                                               | Akten-Nr.              | Bild           |
| ---------------------- | ------- | ------------------------------------------------------------------------------------------ | ---------------------- | -------------- |
| Lechsberg 6 (Standort) | Kapelle | einschiffiger Satteldachbau mit Apsis und Dachreiter, 1829, erneuert 1896; mit Ausstattung | D-1-81-121-45 Wikidata | weitere Bilder |

### Leeder
| Lage                            | Objekt                                     | Beschreibung | Akten-Nr.              | Bild                         |
| ------------------------------- | ------------------------------------------ | --- | ---------------------- | ---------------------------- |
| Am Graben 20 (Standort)         | Ehemaliges Bauernhaus                      | Mittertennbau mit Flachsatteldach über niedrigem Kniestock, im Kern 1. Hälfte 18. Jahrhundert, über dem Tennentor bezeichnet 1801 | D-1-81-121-15 Wikidata | Ehemaliges Bauernhaus        |
| Bahnhofstraße 1 (Standort)      | Rathaus                                    | zweigeschossiger Putzbau in Ecklage mit Pilastergliederung, Mansardwalmdach und Dachreiter, über Kellergewölbe wohl des 16. Jahrhunderts, bezeichnet 1899; Remise, Putzbau mit geschweiftem Giebel und Pultdach, bauzeitlich          | D-1-81-121-4 Wikidata  | weitere Bilder               |
| Bahnhofstraße 7 (Standort)      | Ehemaliges Gasthaus, jetzt Bank            | langgestreckter Satteldachbau mit Putzgliederung und Haustür mit Schnitzdekor, um 1840 | D-1-81-121-5 Wikidata  | weitere Bilder               |
| Bahnhofstraße 12 (Standort)     | Tennentor                                  | zweiflügeliges Holztor mit geschnitztem Dekor, um 1840/50 | D-1-81-121-6 Wikidata  | Tennentor                    |
| Bergstraße 1 (Standort)         | Leichenhaus                                | eingeschossiger Walmdachbau und Vorhalle mit Relief im Giebelfeld und Dachreiter, 1912 | D-1-81-121-7 Wikidata  | weitere Bilder               |
| Bergstraße 4 (Standort)         | Ehemaliges Kleinbauernhaus                 | Mittertennbau mit Flachsatteldach, im Kern 18. Jahrhundert | D-1-81-121-8 Wikidata  | Ehemaliges Kleinbauernhaus   |
| Hauptstraße 29 (Standort)       | Villa                                      | zweigeschossiger Gruppenbau mit dreigeschossigem Eckturm, Eckerker und bewegter Dachlandschaft, 1906 | D-1-81-121-65 Wikidata | weitere Bilder               |
| Hauptstraße 31 (Standort)       | Ehemaliger Herrschaftsstadel               | stattlicher Steilsatteldachbau, im Kern 2. Hälfte 17. Jahrhundert; schrittweiser Umbau zum Wohn- und Geschäftshaus nach 1914 | D-1-81-121-9 Wikidata  | Ehemaliger Herrschaftsstadel |
| Hauptstraße 32, 32 a (Standort) | Ehemaliges Mitterstallhaus                 | stattlicher Bau mit Flachsatteldach über Kniestock und Fassadenmalerei, im Kern 17. Jahrhundert, bezeichnet 1723, verändert um 1830/45                                                                                                | D-1-81-121-10 Wikidata | Ehemaliges Mitterstallhaus   |
| Hauptstraße 36 (Standort)       | Gasthaus Luitpold                          | stattlicher Steilsatteldachbau mit Aufzugsöffnungen im Giebelfeld, im Kern 2. Hälfte 16. Jahrhundert | D-1-81-121-11 Wikidata | weitere Bilder               |
| Hauptstraße 51 (Standort)       | Ehemaliges Bauernhaus                      | Mittertennbau mit Flachsatteldach über Bundwerk-Kniestock, Ende 18. Jahrhundert | D-1-81-121-13 Wikidata | Ehemaliges Bauernhaus        |
| Nähe Hauptstraße (Standort)     | Wegkapelle                                 | kleiner Satteldachbau, nach 1810; mit Ausstattung; am südlichen Ortsende | D-1-81-121-2 Wikidata  | weitere Bilder               |
| Nähe Hauptstraße (Standort)     | Kriegerdenkmal                             | Gedenkstein mit Obelisk umgeben von zwei Brunnenbecken und liegendem Löwen, bezeichnet 1899; an der Ecke Hauptstraße/Weldener Straße                                                                                                  | D-1-81-121-63 Wikidata | weitere Bilder               |
| Weldener Straße (Standort)      | Mariensäule                                | Madonna auf Pfeiler aus Stein, bezeichnet 1889; in der Ortsmitte | D-1-81-121-3 Wikidata  | weitere Bilder               |
| Weldener Straße 1 (Standort)    | Wohnhaus                                   | zweigeschossiger Satteldachbau mit Gurtgesims, im Erdgeschoss Fenster mit gewölbten Scheiben, über der Haustür Relief des hl. Georg in gerahmter Muldennische, erbaut 1882–83, aufgestockt 1912; Einfriedung, Metallzaun, bauzeitlich | D-1-81-121-16 Wikidata | weitere Bilder               |
| Weldener Straße 8 (Standort)    | Katholische Pfarrkirche Mariä Verkündigung | verputzter Saalbau mit eingezogenem Chor und ziegelsichtigem Westturm, Turm 1. Hälfte 15. Jahrhundert, sonst einheitlicher Neubau von Stephan Socher 1740; mit Ausstattung                                                            | D-1-81-121-1 Wikidata  | weitere Bilder               |

### Römerkessel
| Lage                     | Objekt                                            | Beschreibung                                       | Akten-Nr.              | Bild           |
| ------------------------ | ------------------------------------------------- | -------------------------------------------------- | ---------------------- | -------------- |
| Römerkessel 1 (Standort) | Ehemaliges Gasthaus, heute Landgasthaus und Hotel | stattlicher Walmdachbau, 2. Hälfte 18. Jahrhundert | D-1-81-121-47 Wikidata | weitere Bilder |

### Schäfmoos
| Lage                   | Objekt | Beschreibung                                             | Akten-Nr.              | Bild   |
| ---------------------- | ------ | -------------------------------------------------------- | ---------------------- | ------ |
| Schäfmoos 2 (Standort) | Stadel | verbretterter Ständerbau mit Satteldach, bezeichnet 1839 | D-1-81-121-49 Wikidata | Stadel |

### Seestall
| Lage                         | Objekt                               | Beschreibung | Akten-Nr.              | Bild                  |
| ---------------------------- | ------------------------------------ | --- | ---------------------- | --------------------- |
| Au (Standort)                | KZ-Friedhof                          | sechseckiger Gedenkstein in einem als Davidstern angelegten Pflanzbeet, 1950; am Lechufer in Nähe eines abgegangenen Außenlagers des KZ Dachau | D-1-81-121-62 Wikidata | weitere Bilder        |
| Edenthalstraße 18 (Standort) | Landhaus, sogenannte Villa Edenthal  | malerischer Baukörper aus zweigeschossigem Massivbau, vorgelagertem eingeschossigem Holzbau mit Satteldach zweigeschossigem Massivbau, vorgelagertem eingeschossigem Holzbau mit Satteldach und anschließendem dreigeschossigem Turm; mit Wappentafel und bronzener Weihinschrift; 1892 errichtet für den Kanoniker und Dichter Johannes Schrott | D-1-81-121-66 Wikidata | BW                    |
| In Seestall (Standort)       | Steinpfeiler                         | Monument, Steinpfeiler in neuklassizistischen Formen mit Löwenkopf-, Wappenapplikation und Gedenktafel zu Ehren König Ludwigs I.; gestiftet von Hofkanonikus Johannes Schrott, 1900; oberhalb des Ortes | D-1-81-121-58 Wikidata | Steinpfeiler          |
| Ortsstraße 5 (Standort)      | Ehemaliges Bauernhaus                | Mittertennbau mit Flachsatteldach und Hakenschopf, 1. Hälfte 18. Jahrhundert | D-1-81-121-51 Wikidata | Ehemaliges Bauernhaus |
| Ortsstraße 6 (Standort)      | Ehemaliges Bauernhaus                | Flachsatteldachbau mit verschaltem Giebel, im Kern 1. Hälfte 18. Jahrhundert | D-1-81-121-52 Wikidata | Ehemaliges Bauernhaus |
| Ortsstraße 25 (Standort)     | Katholische Pfarrkirche St. Nikolaus | einschiffiger Satteldachbau mit eingezogenem Chor und Chorflankenturm, im Kern um 1525, Turm 1630, Barockisierung 1687; mit Ausstattung; Friedhofsmauer, verputzter Mauerzug mit flach dreieckigen Deckziegeln im Osten und Süden, wohl 18. Jahrhundert                                                                                          | D-1-81-121-50 Wikidata | weitere Bilder        |
| Ortsstraße 29 (Standort)     | Ehemalige Dorfschule                 | schmaler zweigeschossiger Traufseitbau mit Satteldach, erbaut 1824, aufgestockt 1854 | D-1-81-121-56 Wikidata | Ehemalige Dorfschule  |
| Ortsstraße 32 (Standort)     | Ehemaliges Bauernhaus                | Mittertennbau mit Flachsatteldach, Kern 18. Jahrhundert | D-1-81-121-57 Wikidata | Ehemaliges Bauernhaus |

### Stock
| Lage               | Objekt                                  | Beschreibung                                                                            | Akten-Nr.              | Bild           |
| ------------------ | --------------------------------------- | --------------------------------------------------------------------------------------- | ---------------------- | -------------- |
| Stock 1 (Standort) | Katholische Wallfahrtskapelle St. Vitus | einschiffiger Satteldachbau mit eingezogenem Chor und Dachreiter, 1703; mit Ausstattung | D-1-81-121-59 Wikidata | weitere Bilder |

### Welden
| Lage                 | Objekt                              | Beschreibung | Akten-Nr.     | Bild           |
| -------------------- | ----------------------------------- | --- | ------------- | -------------- |
| Welden 30 (Standort) | Katholische Pfarrkirche St. Stephan | einschiffiger Satteldachbau mit eingezogenem Chor und Chorflankenturm, Turm spätgotisch, sonst Neubau von 1784; mit Ausstattung | D-1-81-121-60 | weitere Bilder |

### Wildbad
| Lage                 | Objekt                | Beschreibung | Akten-Nr.              | Bild                  |
| -------------------- | --------------------- | --- | ---------------------- | --------------------- |
| Wildbad 3 (Standort) | Ehemaliges Bauernhaus | Mittertennbau mit Flachsatteldach und Bundwerk über dem nördlichen Tennentor, im Kern 2. Hälfte 18. Jahrhundert, modernisiert | D-1-81-121-61 Wikidata | Ehemaliges Bauernhaus |

## Abgegangene Baudenkmäler
In diesem Abschnitt sind Objekte aufgeführt, die früher einmal in der Denkmalliste eingetragen waren, jetzt aber nicht mehr existieren, z. B. weil sie abgebrochen wurden. Aktennummern in diesem Abschnitt sind ehemalige, jetzt nicht mehr gültige Aktennummern.

| Lage                       | Objekt                     | Beschreibung | Akten-Nr.              | Bild           |
| -------------------------- | -------------------------- | --- | ---------------------- | -------------- |
| Asch Rainweg 2 (Standort)  | Bauernhaus                 | Mittertennbau mit Flachsatteldach, 1. Hälfte 19. Jahrhundert | D-1-81-121-32 Wikidata | weitere Bilder |
| Asch Rainweg 11 (Standort) | Ehemaliges Kleinbauernhaus | Mittertennbau mit Flachsatteldach und Hakenschopf, im Kern Fachwerk-Ständerbau von 1531 (dendrochronologisch datiert), Umbau 1685–90 (dendrochronologisch datiert), abschnittsweise Umwandlung in Mauerwerksbau nach 1831 (dendrochronologisch datiert) | D-1-81-121-33 Wikidata | weitere Bilder |